# Francesco Zoppellari
Francesco Zoppellari (Padova, 27 maggio 1997) è un pallavolista italiana, palleggiatore del Padova.

## Carriera

### Club
Nella stagione 2015-16 entra nella squadra federale del Club Italia, in Serie A2, mentre in quella successiva esordisce in Superlega vestendo la maglia del Padova.
Nell'annata 2017-18 si accasa al Civita Castellana, in serie cadetta, con cui si aggiudica la Coppa Italia di Serie A2: resta nella stessa divisione anche per il campionato 2018-19 con la Marconi e in quello 2019-20 con la Rinascita Lagonegro.
Nella stagione 2020-21 si trasferisce in Belgio per giocare con l'Aalst, in Liga A: tuttavia nell'annata successiva rientra in Italia, nuovamente al Padova, in Superlega, a cui resta legato per tre stagioni. Per il campionato 2024-25 firma per la Sir Safety Perugia, conquistando la Supercoppa italiana e la Champions League, per poi fare ritorno al Padova per il campionato 2025-26, sempre nella massima divisione.

### Nazionale
Dal 2013 al 2015 viene convocato nella nazionale italiana under 19 con cui, nel 2014, vince l'oro al campionato WEVZA 2014, mentre, nel 2015, l'argento al campionato europeo e il bronzo al XIII Festival olimpico estivo della gioventù europea. Inoltre dal 2015 al 2017 è chiamato nella selezione under 21 e nel 2016 in quella under 20.
Nel 2019 ottiene le prime convocazioni nella nazionale maggiore, conquistando, nello stesso anno, la medaglia d'oro all'XXX Universiade.

## Palmarès

### Club
- Supercoppa italiana: 1

2024
- Coppa Italia di Serie A2: 1

2017-18
- CEV Champions League: 1

2024-25

### Nazionale (competizioni minori)
- Campionato WEVZA under 19 2014
- Campionato europeo under 19 2015
- Festival olimpico estivo della gioventù europea 2015
- Universiade 2019